# Tran Due Tong
Trần Duệ Tông, namn vid födseln (tên huý) Trần Kính, född 1337, död 1377, var den tionde kejsaren av Trandynastin i Vietnam. Han regerade från 1373 till 1377.
Under hans föregångare hade huvudstande plundrats och bränts ner av Champa vilket ledde till en straffexpedition. När Trần Duệ Tông nådde Champas huvudstad Vijaya (dagens Binh Dinh) blev han informerad om att kungen av Champa Che Bong Na hade flytt. Trần Duệ Tông tågade självsäkert in i staden och gick rakt i ett bakhåll. Den Vietnamesiska armén upplöstes och kungen dödades. Han efterträddes av sin son Trần Phế Đế.